# User-mode Linux
User-mode Linux (UML) to umożliwienie uruchomienia Linuksa jako zwykłego procesu na Linuksie na prawach użytkownika, czyli jako wirtualnego systemu (por. Xen, VMware). Używany może być np. do bezpiecznego testowania oprogramowania lub jako honeypot.
UML jest zintegrowany w drzewie Linuksa (od wersji 2.6.0) i występuje jako jedna z architektur. Po kompilacji źródeł powstaje plik wykonywalny ELF, który po uruchomieniu zachowuje się jak uruchamiający się system Linux. UML może mieć dostęp do sieci (poprzez warstwę m.in. ethertap, TUN/TAP) lub dysków systemu-hosta (poprzez hostfs).

## SKAS (<Linux 2.6.20)
Do oficjalnych źródeł UML-a istnieją łaty SKAS autorstwa Paolo BlaisorBlade Giarrusso. Pozwalają one na pracę jądra UML w całkowicie odseparowanej przestrzeni adresowej w stosunku do procesów w nim uruchomionych. Taka separacja zapewnia bezpieczeństwo oraz dodatkową poprawę wydajności. Jednakże łaty te wymagają również pewnych modyfikacji w jądrze systemu-hosta.
Zawarte w łatach modyfikacje, poczynając od wersji 2.6.20, znajdują się w głównym drzewie Linuksa i tym samym nie ma potrzeby ręcznego ich wgrywania.